# Сан-Северино-Марке
Сан-Северино-Марке (італ. San Severino Marche) — муніципалітет в Італії, у регіоні Марке, провінція Мачерата.
Сан-Северино-Марке розташований на відстані близько 160 км на північ від Риму, 55 км на південний захід від Анкони, 23 км на захід від Мачерати.
Населення — 12 824 особи (2014).

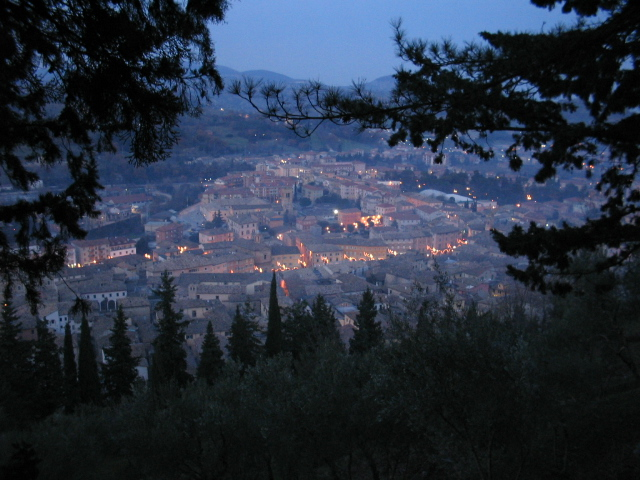

Щорічний фестиваль відбувається 8 червня. Покровитель — San Severino.

## Демографія
Населення за роками:

Станом на 1 січня 2023 року в муніципалітеті офіційно проживали 974 іноземці з 54 країн, серед них 215 громадян країн Євросоюзу та 34 громадяни України.

## Персоналії
- Лоренцо д'Алессандро (1468—1503) — італійський живописець.

## Сусідні муніципалітети
- Апіро
- Кастельраїмондо
- Чинголі
- Гальйоле
- Мателіка
- Полленца
- Серрапетрона
- Толентіно
- Трея